# Stenstugu, Västerhejde
Stenstugu är en herrgård i Västerhejde socken på Gotland.
Den nuvarande huvudbyggnaden med tre fönsteraxlar på vardera sidan om huvudingången uppfördes i början av 1800-talet. Den inramas av två flygelpar, utanför vilka två ekonomibyggnader bildar ett tredje flygelpar. I Geografiskt-Statistiskt Handlexikon öfver Sverige anges Stenstugu bestå av 9/16 mantal i Stenstugu, 3/8 mantal i Koparfve, 1/16 mantal i Bjers. År 1940 omfattade egendomen 342,5 hektar varav 70 hektar var åker. Bland ägarna märks handelsmannen Jacob Gerle, friherre Oskar Åkerhielm och grosshandlare John Munthe.